# فرانسیس پی. بلر جونیور
فرانسیس پی. بلیر جونیور (به انگلیسی: Francis P. Blair, Jr.) سناتور سابق عضو حزب دموکرات ایالات متحده آمریکا بود. وی در سال ۱۸۷۱ تا ۱۸۷۳ میلادی سناتور ایالت میزوری در سنای ایالات متحده آمریکا بود.